# Liste der Bischöfe von Ariano
Die folgenden Personen waren Bischöfe von Ariano (Italien):
- Mainardo I. 1070
- Gerard 1098
- Sarulo 1101
- Johannes I. 1117
- ? 1119
- ? 1143
- Bartolomäus 1170
- Rodolfo 1179
- ? 1216
- Mainardo II. 1238
- Ruggiero I. 1249
- Giacomo 1255
- Pellegrino 1266–1277
- Ruggiero II. 1291
- Rayimo 1300
- Rostagno 1309–1310
- Lorenz 1310–1311
- Robert 1342
- Johannes II. 1344–1345
- Raimondo 1349
- Tommaso 1356
- Dionisio 1364
- Giacomo 1370
- Simone 1373
- Domenico I. 1373
- Giroaldo 1390
- ? 1390
- Luca 1390–1400
- Donato I. 1404–1432
- Angelo de Raymo 1406–1432
- Angelo de Grassis 1432–1449
- Orso Leone de Leone 1449–1470
- Giacomo Porfida 1470–1480 ca.
- Niccolò de Hippolitis 1480
- Paolo de Brachijs 1481–1496
- Niccolò de Hippolitis 1499–1511 (2. Mal)
- Diomede Carafa 1511–1560
- Ottaviano Preconio 1561–1562
- Donato de Laurentiis 1563–1584
- Alfonso de Ferrera, O.S.A 1585–1602
- Vittorino Manso 1603–1611
- Ottavio Ridolfi 1612–1623
- Paolo Cajazza 1624–1638
- Andrea Aguado y Valdes, O.S.A 1642–1645
- Alessandro Rossi 1650–1656
- Luigi Morales 1659–1667
- Emmanuele Brancaccio 1667–1688
- Giovanni Bonilla 1689–1696
- Giacinto della Calce 1697–1715
- Filippo Tipaldi 1717–1748
- Isidoro Sanches de Luna, O.S.B. 1748–1754
- Domenico Saverio Pulce Doria 1754–1777
- Lorenzo Potenza 1778–1792
- Giovanni Saverio Pirelli 1792–1803
- Domenico Russo 1818–1837
- Francesco Capezzuti 1838–1855
- Concezio Pasquini 1857–1858
- Francesco Michele M. Caputi, O.P. 1858–1862
- Luigi Aguilar, B. 1871–1875
- Salvatore Maria Nisio, Sch. P. 1875–1876
- Francesco Trotta 1876–1888
- Andrea D’Agostino, C.M. 1888–1913
- Vincenzo Coppola 1913
- Giovanni Onorato Carcaterra, O.F.M. 1914–1915
- Cosimo Agostino 1915–1918
- Giuseppe Lojacono 1918–1939
- Gioacchino Pedicini 1939–1949
- Pasquale Venezia 1951–1965
- Agapito Simeoni 1972–1976
- Nicola Agnozzi, O.F.M. Conv. 1976–1988
- Antonio Forte, O.F.M. 1988–1993
- Eduardo Davino 1993–1997
- Gennaro Pascarella 1999–2004
- Giovanni D’Alise 2004–2014, dann Bischof von Caserta
- Sergio Melillo seit 2015